# الخطاب بن نفيل
الخَطَّاب بن نُفَيل بن عبد العُزَّى العَدَوي القُرَشي من سادات قريش، وسفيرُهم في عُكاظ. شارك في حرب الفِجار، وكان من أَنجاد مكة ورجالها نجدةً وجراءَةً، وشجاعةً وإقدامًا، وفاتكًا من فُتَّاكهم. وكانت وفاته قبل البعثة بأعوامٍ قليلة. وهو والدُ عمر بن الخطَّاب.

## نسبه
- أبوه: نفيل بن عبد العزى بن ریاح بن عبد الله بن قرط بن رزاح بن عدي بن كعب بن لؤي بن غالب بن فهر بن مالك بن النضر (قريش) بن كنانة بن خزيمة بن مدركة بن الياس بن مضر بن نزار بن معد بن عدنان.[2]
- أمه: أميمة بنت الربيع بن الوليد بن عبد الله بن مالك بن عمرو بن ثابت بن أواس بن نصر بن حجر بن ثعلبة بن مالك بن كنانة بن خزيمة بن مدركة بن إلياس بن مضر بن نزار بن معد عدنان.[3]
- أولاده: زيد وعمر وفاطمة.

## سيرته
الخطاب بن نفيل بن عبد العزى، كان والده شيخ عشيرة بني عدي القرشية، وبعد وفاة والده خلفه في رئاسة بني عدي.
يروي اليحصفي أنَّ الخطاب مات مُسلمًا.

## وفاته
تُوفي الخطاب بن نفيل بن عبد العزى بمكة المكرمة قبل بعثة النبي محمد بعدة أعوامٍ.